# Thomas Amlong
Thomas Kennedy "Tom" Amlong (ur. 15 czerwca 1935 w Fort Knox, zm. 26 stycznia 2009 w New Haven) – amerykański wioślarz, złoty medalista igrzysk olimpijskich.

## Kariera
Wystąpił na igrzyskach olimpijskich w Tokio w 1964, gdzie osada USA w składzie: Joseph Amlong, Thomas Amlong, Boyce Budd, Emory Clark, Stanley Cwiklinski, Hugh Foley, Bill Knecht, William Stowe i Róbert Zimonyi (sternik) zdobyła złoty medal w ósemkach. W wyścigu finałowym o 5,06 sekundy wyprzedzili osadę Wspólnej Reprezentacji Niemiec i 6,88 sekundy osadę Czechosłowacji. Był to jego jedyny start olimpijski.
Kształcił się w Uniwersytecie Wirginii. Po zakończeniu kariery sportowej został zawodowym wojskowym, służąc w United States Army. W stan spoczynku przeszedł w randze kapitana. W trakcie służby wojskowej brał udział w wojnie wietnamskiej. 
Partner z olimpijskiej ósemki, Thomas Amlong, był jego młodszym bratem.